# 張曉雯
張曉雯（英語：Venus Cheung，1979年—），前香港有線電視新聞台首席主播，前任香港醫院管理局助理新聞主任。

## 簡介
張曉雯2001年於香港大學學士畢業，曾於亞視新聞任職，2003年於香港中文大學碩士畢業。
2003年透過有線新聞的「新一代計劃」入職有線:83。
2006年10月31日，荃灣有線電視大廈發生一級火警，直播中的Cable早晨節目暫停，新聞報道需改在中環直播室進行，張曉雯為當時其中一位主播。一年後升任為高級主播。
2009年7月，張曉雯與其他九位主播莊安宜、王巧、關善茹、王靜茵、王春媚、游安怡、曾美華、王沛然及劉紫鳳出版《有線主播點．線．面》。
她於2010年結婚，翌年3月27日清晨宣佈女兒出生。2013年，張曉雯在官方博客宣佈自己再度懷孕，幾個月後誕下兒子。2年後升任為首席主播。
2020年9月，張曉雯與王巧、劉紫鳳及何靜雯拍攝新版本《日日有頭條》宣傳片，取代王春媚與王巧拍攝的舊版本。
2020年10月，前任總主播王春媚離職後，張曉雯本來躍升為有線新聞總主，但並未有接受公司的躍升，並且遞交離職信，並於12月10日主持當日上午十一時的新聞報道後正式離開任職超過17年的有線電視，轉投醫院管理局擔任助理新聞主任，2021年6月離職。
2022年5月移民英國。

## 近年重要報道及採訪
- 2014年9月28日雨傘運動及9·28催淚彈驅散行動晚上直播。
- 2016年9月4日2016年香港立法會選舉開票直播。
- 2017年3月26日行政長官選舉上午直播。
- 2017年8月23日超強颱風天鴿襲港，十號颶風信號生效期間的風暴消息報道。
- 2018年9月16日超強颱風山竹襲港，十號颶風信號生效期間的風暴消息報道。
- 2019年8月5日三罷行動上午直播。
- 2019年11月11日黎明行動下午及晚上《新聞最前線》直播。
- 2019年11月24日區議會選舉深夜的開票直播。
- 2020年11月4日美國總統選舉下午直播。

## 出版著作
| 《有線主播點．線．面》 | 2009年7月 | 明報出版社有限公司 | ISBN 9789888026203 |